# Michael Makropoulos
Michael Makropoulos (* 1955 in Thessaloniki) ist ein deutscher Soziologe, Philosoph und Kulturtheoretiker.

## Leben und Werk
Michael Makropoulos verbrachte seine Schulzeit am Bodensee, studierte von 1974 an Germanistik, Soziologie, Publizistik und Philosophie an der Georg-August-Universität Göttingen und wurde dort 1986 mit einer Arbeit zu Walter Benjamins Theorie der Moderne promoviert. Ausgehend von der Auseinandersetzung mit Arbeiten von Foucault, Luhmann, Blumenberg, Koselleck, Plessner, Simmel, Adorno, Musil und Valéry sowie mit der Kultursoziologie und -philosophie der Weimarer Zeit entwickelte er eine Theorie der Moderne, die Modernität als Kultur der Kontingenz bestimmt. Mit ihrer systematischen Ausarbeitung habilitierte er sich 1996 an der Freien Universität Berlin, ihre weitere Ausfaltung fand diese Theorie der Moderne dann in einer Reihe von autoren- und problemspezifischen Arbeiten, die sich der soziologischen und philosophischen Theoriegeschichte, der modernen Literatur, der Architektur und dem urbanen Raum im 20. Jahrhundert, der abstrakten Malerei und dem Verhältnis von Massenkultur und Mittelschichtgesellschaft widmen. Er lebt in Berlin.

## Schriften (Auswahl)
- (Hg. mit Gesa Dane, Wolfgang Eßbach und Christa Karpenstein-Eßbach) Anschlüsse. Versuche nach Michel Foucault. Tübingen, Edition Diskord 1985. ISBN 3-88769-509-7
- Modernität als ontologischer Ausnahmezustand? Walter Benjamins Theorie der Moderne. München, Fink 1989. ISBN 3-7705-2591-4
- Modernität und Kontingenz. München, Fink 1997. ISBN 3-7705-3188-4. (Link)
- (Hg. mit Joachim Fischer) Potsdamer Platz. Soziologische Theorien zu einem Ort der Moderne. München, Fink 2004. ISBN 978-3-7705-3708-2. (Link)
- Theorie der Massenkultur. München, Fink 2008. ISBN 978-3-7705-4597-1. (Link)